# Tequan Richmond
Tequan Richmond, ameriški filmski in televizijski igralec, * 30. oktober 1992, Burlington, Severna Karolina, Združene države Amerike
Svojo kariero je začel z igranjem v televizijskih oglasih, potem pa je marca 2003 dobil vlogo v The Henry Lee Project producenta Aarona Spellinga. Tam naj bi igral Andrewa Leeja, vnuka Henryja Leeja, vendar je bila posneta samo pilotska epizoda serije. Leto kasneje je igral mladega Rayja Charlesa v biografskem filmu Ray.
Pojavil se je tudi v oglasih za Tide, McDonald's, Verizon Wireless, Sears, Brand Jordan, Nintendo DS, Pepsi in Spalding in bil voditelj na Disneyjevem kabelskem kanalu Toon Disney. Trenutno igra v nadaljevanki Vsi sovražijo Chrisa (igra Drewa) skupaj z Imani Hakim in Tylerjem Jamesom Williamsom.